# Potanthus pallida
Potanthus pallida, thường được gọi là Pallied Dart, là một loài bướm thuộc họ Bướm nhảy.